# Steve Lundquist
Stephen K. "Steve" Lundquist, född 20 februari 1961 i Atlanta i Georgia, är en amerikansk före detta simmare.
Lundquist blev olympisk guldmedaljör på 100 meter bröstsim vid sommarspelen 1984 i Los Angeles.